# Польско-словацкая граница
Польско-словацкая граница — государственная граница между Словацкой Республикой и Польской Республикой. Протяженность границы — 541 км.
Современная граница появилась в результате раздела Чехословакии с 1 января 1993 года и ранее являлась частью польско-чехословацкой границы.

## История
Впервые независимая Польша и независимая Словакия располагались рядом в течение нескольких дней в июле 1919 года, когда армия Словацкой Советской Республики сумела пробиться севернее города Кошице к небольшому участку польско-чехословацкой границы.
Когда 14 марта 1939 года Первая Словацкая республика провозгласила свою независимость, перестала существовать польско-чехословацкая граница, вместо которой появились польско-чешская (с протекторатом Богемии и Моравии), польско-словацкая и польско-венгерская границы. Словакия была в числе государств, напавших на Польшу в сентябре 1939 года, после чего Польша, как независимое государство, прекратила своё существование.
Польско-словацкая граница 1939 года начиналась в 0,55 км западнее горы Малы Полом (Троячка) (1058 м над уровнем моря), затем шла в восточном направлении через гору Велки Полом (1067 м над уровнем моря), на юг от Яблонковского перевала, на север от Чацы и Чарнего, затем через Вельку Рачу, Пильско, Бабью Гору, Хыжне, пересекала долину Оравы и главных хребет Татр. Затем шла долиной Бьялки, вдоль долины Дунайца, долиной Попрада, через Мушину и заканчивалась на скале Черенин (Чернины) в окрестностях Лупкова, где находился стык границ Польши, Словакии и Венгрии.
Современная граница появилась в результате раздела Чехословакии с 1 января 1993 года и ранее являлась частью польско-чехословацкой границы.
В Старой Любовне был подписан 29 июля 2002 года и ратифицирован в 2005 году договор между Польской и Словацкой Республиками о коррекции границ:
- Возле наблюдательной башни на Дукельском перевале, в районе польской деревни Барвинек и словацкой деревни Вышний Комарник, Польша уступила Словакии 376 м² территории, получив в обмен такой же участок от Словакии. Изменение было продиктовано улучшением совместного использования приграничной дороги, построенной в 1958 году для возможности посещения словацкими туристами мест боёв. После коррекции граница прошла посередине дороги.
- На реке Дунаец, в районе польских населённых пунктов Сромовце Нижне и Сромовце Выжне и словацких Червоный Клаштор и Спишска-Стара-Вес Польша уступила Словакии часть безымянного острова площадью 2289 м², а Словакия уступила Польше такую же по размеру часть острова Нокель. Изменение продиктовано невозможностью установки пограничных знаков на местности из-за изменения береговой линии острова.
- В районе польской деревни Явожинка и словацкой деревни Скалите[англ.] Польша и Словакия произвели обмен территориями в размере 304 м². Изменение произведено по просьбам местных жителей, так как построенная в 1953 году дорога к деревенским сельским угодьям несколько раз пересекала границу, что приводило к ряду трудностей до отмены пограничного контроля. Сейчас граница проходит посредине дороги.

Всего было обменено 2969 м² территории.

## Описание
Длина границы составляет 541 км.
Граница начинается от деревни Явожинка и идёт через Звардоньский перевал, Вельку Рачу, Вельку Рыцеживу, перевал Глинки, Пильско, перевал Глинне, Бабью Гору, Хыжне, пересекает долину Оравы, главный хребет Татр, идёт долиной Бьялки вдоль долины Дунайца, через Пенины, долиной Попрада, через Мушину, Тилицким, Дукельским и Лупковским перевалами, до скалы Кременец, над Ужокским перевалом.
 Воеводства, граничащие со Словакией:
- Малопольское воеводство
- Подкарпатское воеводство
- Силезское воеводство

 Края, граничащие с Польшей:
- Жилинский край
- Прешовский край

## Пограничные переходы
К 20 декабря 2007 года на границе существовало 54 пограничных переходов — 51 дорожных (в том числе туристические и малого приграничного движения) и 3 железнодорожных. В связи с присоединением Словакии и Польши к Шенгенскому соглашению, 21 декабря 2007 года все пограничные переходы были отменены, а пересечение границы разрешено в любом месте.